# Alfredo Augusto Cunhal, Jr.
Alfredo Augusto Cunhal, Jr. (Coruche, Coruche, 27 de Janeiro/Outubro de 1877 - Montemor-o-Novo, 23 de Outubro de 1937) foi um político português.

## Biografia
Filho de Alfredo Augusto Cunhal (Seia, São Martinho, 24 de Agosto de 1848 - Seia, Seia, 13 de Abril de 1923), influente político Monárquico em Coruche e Presidente das Câmaras Municipais de Coruche e Coimbra, e de sua mulher (Coruche, Coruche, 1872) Mariana do Castelo da Silva Lopes (Coruche, Coruche, 14 de Julho de 1854 - 13 de Outubro de 1923).
Formou-se em Direito na Faculdade de Direito da Universidade de Coimbra e passou a exercer a Advocacia, para além da sua actividade como Proprietário e Agricultor.
Foi Delegado do Ministério Público na Comarca de Montemor-o-Novo e Avis, Provedor da Santa Casa da Misericórdia de Montemor-o-Novo, Administrador do Concelho desta última vila e Presidente da Câmara Municipal de Coruche. Foi eleito Deputado Monárquico em 1918, pelo Círculo Eleitoral de Évora. Durante o Estado Novo, presidiu à Comissão Concelhia da União Nacional de Montemor-o-Novo.
Casou em Montemor-o-Novo em 1903 com Maria Eduarda da Mata e Costa Lopes Praça (Montemor-o-Novo, 10 de Março de 1876 - Montemor-o-Novo, 1 de Julho de 1958), filha de José Joaquim Lopes Praça e de sua mulher Elisiária Eugénia da Mata e Costa, filha do 1.º Visconde de Santo André e 1.º Conde de Santo André, da qual teve um filho unigénito.